# Novarupta
Novarupta (que significa "nova erupção") é um vulcão localizado em Katmai, na Península do Alasca, cerca de 470 km a sudoeste de Anchorage. 
Formado em 1912, durante uma das maiores erupções do século XX, o Novarupta liberou 30 vezes o volume de magma do vulcão Santa Helena em 1980.
A altitude do vulcão é de 841 metros. A maior erupção do século XX ocorreu em 1912, de 6 de junho a 8 de junho, para formar Novarupta.